# سيمانور الدولية (شركة)

شعار شركة سيمانور الدولية.

سيمانور الدولية شركة التعليم والتدريب الإلكتروني هي شركة سعودية تأسست في عام 2000م، وتعمل على تطوير تقنيات التعليم الإلكتروني وتطبيقها في المملكة العربية السعودية لتوفر بيئة تعليمية خصبة يستفيد منها جميع أطراف العملية التعليمية من منشآت حكومية ومدارس وجامعات ومعاهد ومراكز تدريب ومدرسين وطلبة وباحثين في مجال التعليم. هي الشركة الأم لـ شركة سيمافور مطور لعبة الركاز: في أثر ابن بطوطة.

## وصلات خارجية
- موقع الشركة